# Les Ollières
Les Ollières é uma ex-comuna francesa na região administrativa da Alta Saboia, região de Auvérnia-Ródano-Alpes. Estendeu-se por uma área de 11,64 km². Em 2010 a comuna tinha 839 habitantes (densidade: 72,1 hab./km²).
Em 1 de janeiro de 2017 foi fundida com as comunas de Thorens-Glières, Aviernoz, Évires e Saint-Martin-Bellevue para a criação da nova comuna de Dhuys-et-Morin-en-Brie.